# Apocryptus lieftincki
Apocryptus lieftincki là một loài tò vò trong họ Ichneumonidae.